# Enrique Barrera Gómez
 (juin 2025).
Enrique Barrera Gómez, né le 26 avril 1844 à Valladolid et mort dans cette même ville le 3 juillet 1922, est un compositeur espagnol.

## Biographie
Enrique Barrera Gómez étudie le piano à Vienne avant d'entrer au Conservatoire de Madrid dans la classe de José Miró pour le piano et dans la classe de Hilarión Eslava pour la composition.
En 1867, il devient chef de chœur en la cathédrale Sainte-Marie de Burgos, où il reste en place jusqu'à sa mort.
Il compose plusieurs opéras et de nombreuses œuvres chorales, sacrées comme profanes.